# Orne
För andra betydelser, se Orne (olika betydelser).
Orne är ett franskt departement, uppkallat efter floden Orne, beläget i regionen Normandie. I den tidigare regionindelningen som gällde fram till 2015 tillhörde Orne regionen Basse-Normandie. Departementet är bildat av en del av den forna provinsen Normandie, till hälften av hertigdömet Alençon och det till provinsen Maine hörande landskapet Perche. Landet bildar en högslätt, som i hela sin längd från öster till väster genomdrages av en vattendelare med olika namn (högst 417 m.) mellan Engelska kanalens och Loires flodområde. De största vattendragen är Orne, Dives och Risle till kanalen samt Sarthe med Huisne till Loire.